# María Fernanda Navia
María Fernanda Navia Cardona (Bogotá, 1 de enero de 1981) es una periodista y modelo colombiana. Participó en el Concurso Nacional de Belleza de Colombia 2000 como Señorita Bogotá y fue Miss Tierra Colombia 2004.
Estudió periodismo y comunicación social de la Universidad de La Sabana.  Ha trabajado en canales locales como Citytv, en Canal Uno en el programa Sweet y el noticiero CM& , Cable Noticias, en el noticiero Asignación especial de televisión Azteca, como corresponsal para Telemundo, y W Radio.
Desde junio de 2011 trabaja como presentadora de la sección de entretenimiento de Noticias Uno y desde agosto de 2017 hasta marzo de 2018 presenta junto con Yalena Jácome el informativo A las 12 del Canal 1, casada desde el 2005 con Felipe Triana quien tiene dos hijas Miranda Triana Navia (nacida en el 2009) y Paulina Triana Navia (nacida en el 2015). Como empresaria, es dueña de dos jardines infantiles y en 2017 creó su marca de alimentación saludable Disfrutalia
| Predecesor: Catalina Molano Vega       | Señorita Bogotá D.C 2000  | Sucesor: Diana Quimbay Valencia |
| Predecesor: Emily de Castro Giacometto | Miss Tierra Colombia 2004 | Sucesor: Lía Patricia Correal   |